# Unterommer

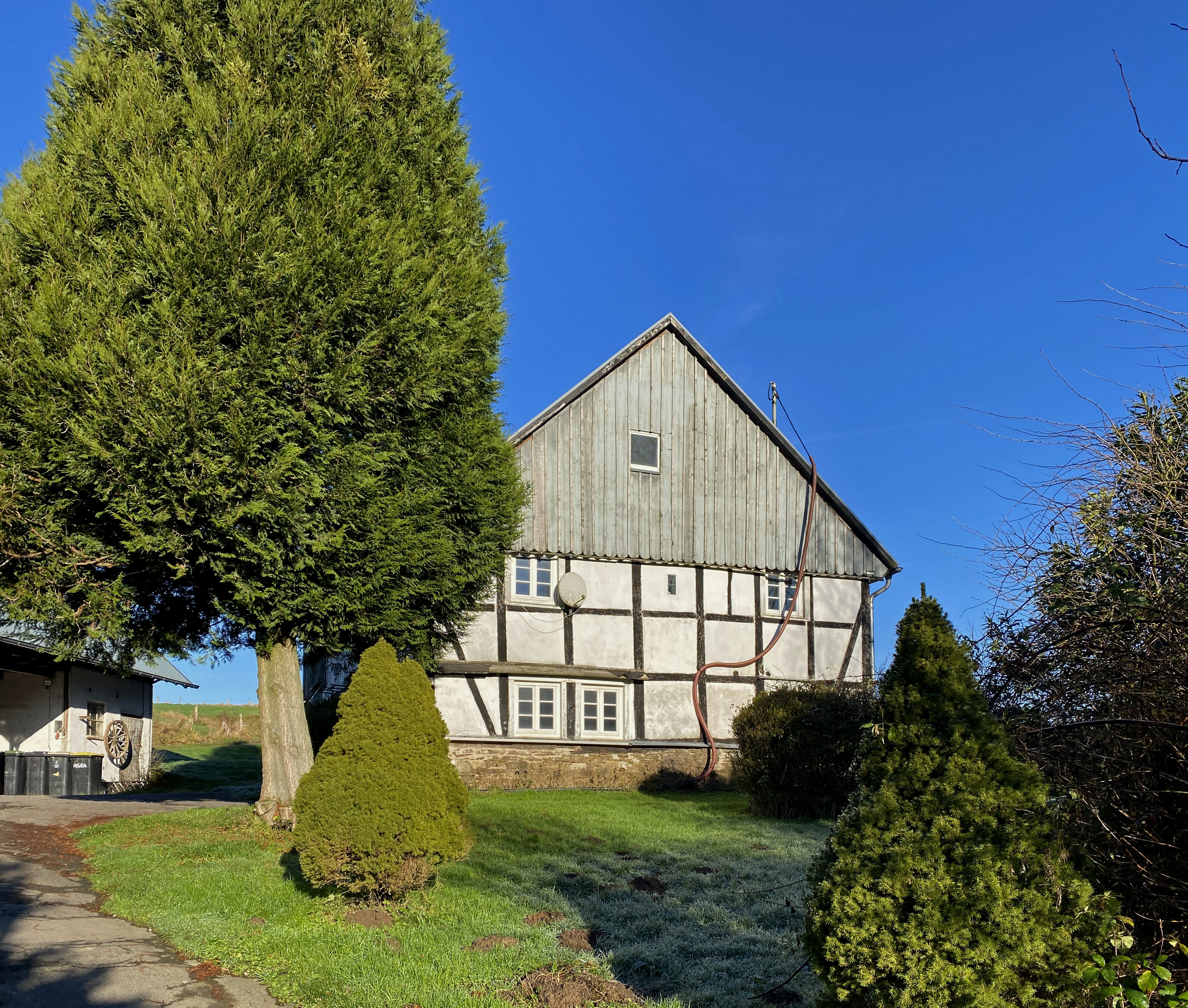
Baudenkmal Unterommer 4/6

Die Ortschaft Unterommer ist ein Ortsteil der Gemeinde Lindlar im Oberbergischen Kreis im Regierungsbezirk Köln in Nordrhein-Westfalen (Deutschland). 

## Lage und Beschreibung
Unterommer liegt westlich von Lindlar und westlich des Kirchdorfes Linde. Südlich von Unterommer fließt der in die Lindlarer Sülz mündende Ommerbach. Nachbarorte sind Unterkotten, Schlürscheid, Unterschümmerich II und Reudenbach.

## Geschichte
Der Ort wurde 1413 das erste Mal urkundlich als oemer erwähnt.
In der Karte Topographische Aufnahme der Rheinlande von 1824 wird „Unter Ommer“ auf umgrenztem Hofraum mit 12 getrennt voneinander liegenden Gebäudegrundrissen dargestellt.

## Busverbindungen
Über die im Ort gelegene Haltestelle der Linie 335 ist Unterommer an den öffentlichen Personennahverkehr angebunden.